# Пройсен Мюнстер
«Про́йсен Мю́нстер» (нім. «SC Preußen Münster») — німецький футбольний клуб з Мюнстера. Заснований 30 квітня 1906 року.

## Досягнення
- Віце-чемпіон Німеччини: 1951